# Dolenje Karteljevo
Dolenje Karteljevo este o localitate din comuna Novo mesto, Slovenia, cu o populație de 132 de locuitori.